# Petabit
Petabit – jednostka informacji, w skrócie Pb lub Pbit.
1 Pbit = 1015 = 1 000 000 000 000 000 bitów.
Przykładowe przeliczenia na inne jednostki:
1 Pb = 1000 Tb
1000 Pb = 1 Eb

Zwykle jednak:
1 Pb = 1024 Tb
8 Pb = 8192 Tb  = 1024 TB
ponieważ IEC 60027-2 jest tylko propozycją stosowania, a nie standardem, natomiast już od zarania informatyki w tej dziedzinie nauki wykorzystywane są przedrostki dziesiętne w znaczeniu przedrostków binarnych.
Binarnym odpowiednikiem petabitu jest pebibit, równy 250 = 10245 bitów.